# 泉州公交302路
泉州公交302路及虹山专线是中华人民共和国泉州市境内的两条公共交通线路，原名502路，全程11.1公里。起讫点为罗溪至松角山首末站/洛江区政府-虹山乡政府，运营时间为罗溪7:30-17:10、松角山首末站8:00-17:40。洛江区政府7:00-12:10、虹山乡政府10:10-17:30

## 历史

### 302路
- 2012年5月10日，泉州公交发展有限公司（公交集团前身）发布开通502路的预告[2]
- 2012年6月28日，泉州公交开通502路。初期运营区间为罗溪-虹山中学，初期运营时间为罗溪7:50-16:40、虹山中学8:40-17:40，使用车辆为1部少林SLG6600C3GE型柴油空调小巴
- 2014年11月21日，502路双向首班提前。罗溪更改为7:30、虹山中学更改为8:00发车[3]。同日，502路接手并增加自503路（303路）退下的1部少林SLG6600C3GE小巴，配车数增加至2部
- 2015年4月1日，应泉州市交通委的要求，泉州公交将502路更名为302路[4]
- 2016年7月9日，受台风尼伯特影响，302路停运1日[5]
- 2016年9月15日，受台风莫兰蒂影响，302路停运2日，17日恢复运营[6]
- 2017年7月30-31日，受台风纳沙及其所带来的后续暴雨影响，302路停运2日。8月1日起恢复运营。[7]
- 2019年5月17日，因连续强降雨的影响，302路当日16:00后班次停运。[8][9]
- 2019年12月3日，302路更换1部中通LCK6669EVGC型空调电动巴士，原配1部少林SLG6600C3GE退役
- 2020年1月27日，为配合洛江区交通局关于新型冠状病毒肺炎防控要求。302路自当日首班起暂停运行至2月18日。
- 2020年2月19日，302路恢复运营。
- 2020年4月1日，因少林SLG6600C3GE已到报废年限。302路接手并更换1部中通LCK6669EVGC及1部大金龙XMQ6802AGBEVL2，配车数不变。原配2部SLG6600C3GE退役。
- 2020年10月，302路接手并更换为自K6路退下的1部LCK6669EVGC，并置换1部XMQ6802AGBEVL2至K6路。配车数不变。
- 2021年5月30日，受当日强降雨影响，因途径山区路段影响行车安全，302路暂停运营1日，次日恢复。[10]
- 2022年2月13日，自该日起302路双向增停下尾站。[11]
- 2021年11月16日，因306路临时停运，302路增加2部自306路划拨而来的2部LCK6669EVGC，配车数增加至4部
- 2022年3月16日，因疫情防控要求暂停中心市区范围内所有公交线路运营。302路自当日首班起暂停运营至4月4日。[12]
- 2022年4月5日，302路自当日首班起恢复运营。[13]
- 2022年12月19日，因306路恢复运营，302路划拨2部LCK6669EVGC至306路，配车数降为2部。
- 2025年3月3日，因优化调整，302路自虹山中学经由X304延伸至松角山首末站始发终到，运营时间、票价不变。[14]

### 虹山专线
- 2023年1月7日，洛江公司开通虹山专线。该专线运营方式为302路进出洛江公交场站车辆套跑，初期发车时间：洛江区政府7:00、12:00；虹山乡政府10:10、17:30，初期全程分段计价¥10.0/人。
- 2023年6月20日，自该日起虹山专线开通随车寄货业务，车辆中部采用透明玻璃围挡形成货物隔离区域。同日，洛江区政府末班由12:00调整为12:10发车。[15]
- 2024年10月25日，因万虹路新庵岭段拓宽改造，虹山专线自该日起双向取消途径下倪至新庵村等站。改为途径双阳中路、经九路、西环路至西环路口站后原线行驶，分段点由河市站调整为埔边站。[16]

## 站点
- 302路

| 路线 | 路线 | 路线 | 所在地区、街道 | 所在地区、街道  | 站点名       | 备注   |
| ---- | ---- | ---- | -------------- | --------------- | ------------ | ------ |
|      |      |      | 洛江区         | S213 （原X332） | 罗溪         | 起讫站 |
|      |      |      | 洛江区         | S213 （原X332） | 奕聪中学路口 |        |
|      |      |      | 洛江区         | S213 （原X332） | 新土炉路口   |        |
|      |      |      | 洛江区         | S213 （原X332） | 洪四村路口   |        |
|      |      |      | 洛江区         | S213 （原X332） | 格区         |        |
|      |      |      | 洛江区         | X304            | 前坂村       |        |
|      |      |      | 洛江区         | X304            | 黑石洋       |        |
|      |      |      | 洛江区         | X304            | 苏山桥头     |        |
|      |      |      | 洛江区         | X304            | 下尾         |        |
|      |      |      | 洛江区         | X304            | 虹山乡政府   |        |
|      |      |      | 洛江区         | X304            | 虹山中学     |        |
|      |      |      | 洛江区         | X304            | 松角山首末站 | 起讫站 |

- 虹山专线

| 路线 | 路线 | 路线 | 所在地区、街道 | 所在地区、街道 | 站点名     | 备注                                       |
| ---- | ---- | ---- | -------------- | -------------- | ---------- | ------------------------------------------ |
|      |      |      | 洛江区         | X304           | 虹山乡政府 | 起讫站 此站至奕聪中学路口停靠站与302路相同 |
|      |      |      | 洛江区         | 万虹路         | 柏山村     | 此站至万虹路口停靠站与11路相同             |
|      |      |      | 洛江区         | 安吉路         | 吉源小区   |                                            |
|      |      |      | 洛江区         | 万荣街         | 洛江区政府 | 起讫站                                     |

## 票价
302路计价方式为一票制，票价¥2.0。
- 泉通卡普通卡9折，月票卡优惠无效，敬老卡、爱心卡有效。
- 可使用泉城通APP及支付宝、云闪付、微信乘车码支付

虹山专线为分段计价，全程¥6.0，其中：
- 洛江区政府至前洋社区路口：1元/人
- 前洋社区路口至埔边：1元/人
- 埔边至马甲：1元/人
- 马甲至至奕聪中学路口：3元/人
- 奕聪中学路口至至虹山乡政府：2元/人

## 配车
302路配车数总计2部，其中：
- 中通LCK6669EVGC  2部

- 少林SLG6600C3GE
（2012.6 - 2020.3）
- 中通LCK6669EVGC
（2019.12 - ）

虹山专线因属于套跑性质，使用302路配车

## 相关
- 泉州公交线路列表